# Boris Blank (Eishockeyspieler)
Boris Blank (* 10. Juli 1978 in Qaraghandy, Kasachische SSR) ist ein ehemaliger russlanddeutscher Eishockeyspieler und derzeitiger -trainer, der über viele Jahre in der Deutschen Eishockey Liga aktiv war, unter anderem bei den Krefeld Pinguinen, Iserlohn Roosters, Eisbären Berlin und Kölner Haie. Derzeit ist er Co-Trainer der Bietigheim Steelers in der DEL2.

## Karriere
Blank erhielt seine Eishockeyausbildung in der ehemaligen Sowjetunion und wechselte im Jahr 1996, im Alter von 18 Jahren, zum EC Wilhelmshaven-Stickhausen in die zweitklassige 1. Liga Nord, wo er in der Folgezeit erstmals in einem Profikader stand. Zur nächsten Saison 1997/98 unterschrieb der Flügelstürmer einen Einjahresvertrag beim Ligakonkurrenten Hannover Turtles, für die er in 50 Einsätzen zehn Tore und 24 Scorerpunkte erzielen konnte.
Nach einem Jahr kehrte Blank zurück nach Wilhelmshaven und erreichte in 46 Spielen der Saison 1998/99 26 Tore und 49 Punkte, woraufhin er im Sommer 1999 vom neuen DEL-Klub Moskitos Essen als Förderlizenzspieler für Wilhelmshaven lizenziert wurde. Bei den Moskitos konnte der gebürtige Kasache in den elf Einsätzen der regulären Saison noch keine Punkte erzielen, dafür aber in der Abstiegsrunde, wo er in sieben Spielen seinen ersten Treffer in der höchsten deutschen Eishockeyspielklasse und zudem vier Assists erreichte. Den Hauptteil der Saison spielte Blank jedoch überwiegend in Wilhelmshaven, wo er in 40 Spielen mit 19 Toren und 39 Punkten nahezu einen Punkt pro Spiel erreichen konnte. In der Saison 2000/01 kam der Angreifer erneut ausnahmslos in der klassentieferen Liga zum Einsatz und kam in 47 Spielen auf 25 Tore und 58 Punkte.
Die Eisbären Berlin holten Blank zur Saison 2001/02, zusammen mit Eduard Lewandowski, an die Spree und gaben ihm die Chance, sich in der höchsten deutschen Spielklasse endgültig zu beweisen. In 59 Partien kam Blank für die Berliner zum Einsatz und konnte dabei mit drei Toren und zwölf Punkten überzeugen, durch seine starke Defensivarbeit kam er zudem auf eine Plus/Minus-Statistik von +7. In der Saison 2002/03 brachte es der Stürmer aufgrund von Verletzungen auf nur 37 Einsätze, in denen er dennoch sieben Tore erzielen und 17 Punkte erreichen konnte. Zur Saison 2003/04 unterschrieb der Angreifer einen Vertrag bei den Kölner Haien, wo er jedoch mit dem Defensivsystem des ehemaligen Nationaltrainers Hans Zach nicht zurechtkam und in seinen beiden Kölner Jahren in 84 Partien auf lediglich acht Tore und 23 Punkte kam.
Nachdem Blanks Kontrakt in Köln in beidseitigem Einvernehmen aufgelöst worden war, nahm ihn der Ligakonkurrent Krefeld Pinguine unter Vertrag, bei denen er in der Saison 2005/06 an der Seite von Alexander Seliwanow zu überzeugen wusste. Sein Vertrag in Krefeld wurde entsprechend um ein Jahr bis 2007 verlängert. Nach einer eher mäßigen Spielzeit 2006/07 wurde der Vertrag des Linksschützen während der Saison 2007/08 vorzeitig bis 2011 verlängert, da Blank nach 29 absolvierten Saisonspielen mit acht Toren und neun Assists eine gute Leistung zeigte. Nach insgesamt neun Jahren in Krefeld verließ er die Pinguine und wechselte zur Saison 2014/15 zu den Iserlohn Roosters. 2018 beendete Blank nach über 900 DEL-Partien seine Karriere.

### Trainerlaufbahn
Im Anschluss an seine Spielerkarriere war er zwei Jahre lang Trainer der DNL-Mannschaft des Iserlohner EC, ehe er zur Saison 2020/21 von den Krefelder Pinguinen als Co-Trainer verpflichtet wurde. Bei beiden Stationen war auch sein Sohn Alexander als Angreifer ein Teil der Mannschaft. Nach Ende der Saison 2021/22 gaben die Pinguine bekannt, dass der Vertrag mit Blank nicht verlängert wird. Doch schon im Dezember 2022 kehrte er als Co-Trainer in den Verein zurück und wurde nur zwei Wochen später zum Cheftrainer des DEL2-Teams befördert. Er löste damit Peter Draisaitl ab, der sich damit auf seine Rolle als Sportdirektor konzentrieren sollte. Im Oktober 2023 wurde Blank entlassen.
Seit Ende Januar 2024 steht Boris Blank als Co-Trainer an der Seite von Alexander Dück, mit dem er drei Spielzeiten lang gemeinsam für Krefeld gespielt hatte, bei den Bietigheim Steelers unter Vertrag.

### International
Für die deutsche Eishockeynationalmannschaft bestritt Boris Blank zahlreiche Länderspiele, so zum Beispiel auch bei der Weltmeisterschaft 2002 in Schweden, als er drei Tore in sieben Spielen erzielen konnte.

## Erfolge und Auszeichnungen
- 1999 Aufstieg in die 2. Bundesliga mit dem EC Wilhelmshaven-Stickhausen
- 2003 Teilnahme am DEL All-Star Game
- 2009 Teilnahme am DEL All-Star Game

## Karrierestatistik
(Legende zur Spielerstatistik: Sp oder GP = absolvierte Spiele; T oder G = erzielte Tore; V oder A = erzielte Assists; Pkt oder Pts = erzielte Scorerpunkte; SM oder PIM = erhaltene Strafminuten; +/− = Plus/Minus-Bilanz; PP = erzielte Überzahltore; SH = erzielte Unterzahltore; GW = erzielte Siegtore; 1 Play-downs/Relegation; Kursiv: Statistik nicht vollständig)